# Отеро, Лисандро
Лисандро Отеро Гонсалес (исп. Lisandro Otero González; 4 июня 1932 — 3 января 2008) — кубинский писатель и журналист, считается одним из зачинателей латиноамериканской документально-художественной литературы, дипломат.

## Биография
Родился в Гаване 4 июня 1932 года в семье учителей и журналистов.
Начал писать свои первые рассказы, когда ему было около 14 лет.
Изучал философию в Гаване до 1954 года и окончил Национальную школа журналистики Мануэля Маркеса Стерлинга, получив степень журналиста. Публиковал обзоры фильмов в гаванской газете Excelsior. Был корреспондентом в Париже, где также с 1954 по 1956 год изучал литературу в Сорбонне.
Был главой отдела новостей 12-го канала, главным редактором газет Revolución и Gaceta de Cuba. Был директором журнала Cuba и Revolución y Cultura. Также сотрудничал с кубинской газетой Bohemia и со многими иностранными газетами, такими как испанская El País и ABC, французская Le Monde Diplomatique, американская The Washington Post, Carteles, Granma, Juventud Rebelde, El Mundo, Casa de las Américas, Partisans, Europe, Excelsior. Работал атташе по культуре в Чили, Великобритании и СССР.
В 1996 году он поселился в Мексике, гражданство которой получил через три года. Был директором культурного приложения «Арена» газеты «Excélsior».
Умер 3 января 2008 года.

## Литературная и журналистская деятельность
Опубликовал более 20 книг и множество эссе, новелл и публицистических статей. Его произведения переведены на четырнадцать языков, в числе которых немецкий, итальянский, французский, английский, русский, румынский, болгарский, венгерский и чешский языки.
Был удостоен литературной премии Casa de las Américas 1963 года за «La situación». В 1965 году он стал лауреатом конкурса Biblioteca Breve в Барселоне за роман «Pasión de Urbino» («Страсть Урбино»), в 1983 году получил премию литературной критики за «Temporadas de Angeles». В 2002 году он был удостоен Национальной премии по литературе.
В 1991 году был удостоен звания почётного профессора Академии художеств в Гаване. Также он был лауреатом Национальной премии за журналистику на Кубе, Ордена Феликса Эльмуза.
Был членом Королевской академии испанского языка и членом Североамериканской академии испанского языка. С 2004 года состоял президентом Кубинской академии языков.
Написал книгу для мюзикла El Solar.

### на русском языке
- Так было // Лисандро Отеро, Хосе Солер Пуиг. Так было. Бертильон 166. — М.: Прогресс, 1978.
- Разум и сила: Чили. Три года Народного единства = Razón y fuerza de Chile. — М.: Прогресс, 1983. — 229 с.
  - Генерал Пиночет и его оловянные солдаты = Razón y fuerza de Chile. — М.: Родина, 2023. — 288 с. — (Мятежи и перевороты 20 века) — ISBN 978-5-00222-185-1
- Пора ангелов. — М.: Радуга, 1987.